# NGC 235A
NGC 235A (другие обозначения — ESO 474-16, MCG −4-2-41, AM 0040-234, PRC D-2, PGC 2568) — линзообразная галактика (S0) в созвездии Кит. Открыта в 1866 году американским астрономом Фрэнком Ливенвортом, описывается Дрейером как «очень маленький, тусклый, круглый объект с более яркой серединой и ядром».
Галактика NGC 235B находится примерно на том же расстоянии от Млечного пути, что и NGC 235A и имеет примерно такую же радиальную скорость. Скорее всего, эти галактики гравитационно связаны.
Этот объект входит в число перечисленных в оригинальной редакции «Нового общего каталога».